# 特定産業廃棄物に起因する支障の除去等に関する特別措置法
特定産業廃棄物に起因する支障の除去等に関する特別措置法（とくていさんぎょうはいきぶつにきいんするししょうのじょきょとうにかんするとくべつそちほう、平成15年6月18日法律第98号）は、1997年（平成9年）の廃棄物処理法改正前（1998年〈平成10年〉6月以前）に不法投棄（不適正処分）が開始された産業廃棄物について、都道府県等が自ら行う対策費用に対して、国庫補助および地方債の起債特例などの特別措置による財政支援を行うための枠組みに関する特別措置法である。
2003年度から10年間の時限法（時限立法）であったが、2012年の改正で存続期限が10年延長され、2023年3月31日に失効した。
なお、1997年（平成9年）廃棄物処理法改正法の施行以降に行われた産業廃棄物の不適正処分については、同改正法で規定された産業界からの出えんによる原状回復基金により、都道府県または保健所設置市が行う原状回復の支援を行うこととなっている。

## 目的
第一条 特定産業廃棄物に起因する支障の除去等を計画的かつ着実に推進するため、環境大臣が策定する基本方針等について定めるとともに、都道府県等が実施する特定支障除去等事業に関する特別の措置を講じ、もって国民の健康の保護及び生活環境の保全を図ることを目的とする。

## 制定の背景
「豊島不法投棄事案（香川県）」や「青森・岩手県境産廃不法投棄事案」の大規模な不法投棄問題の対策について早期解決を行うために制定された。

## 構成
- 第一条（目的）
- 第二条（定義）
- 第三条（基本方針）
- 第四条（実施計画）
- 第五条（国庫補助等）
- 第六条（起債の特例）
- 附則

## 概要
以下の事項が定められている。
1. 環境大臣は、特定産業廃棄物に起因する支障の除去等を平成24年度までの間に、計画的かつ着実に推進するための基本的な方針（基本方針）を定める
2. 都道府県等は、基本方針に即して、その区域内における特定産業廃棄物に起因する支障の除去等の実施に関する計画（実施計画）を定めることができる
3. 国は、産業廃棄物適正処理推進センター[4]が、特定産業廃棄物に起因する支障の除去等を行う都道府県等に対し資金の出えんを行う場合には、予算の範囲内において、その業務に係る基金に充てる資金を補助することができる
4. 特定産業廃棄物に起因する支障の除去等を行うに当たり都道府県等が必要とする経費について、地方債をもってその財源とすることができる

また以下の事項を基本方針としている。
1. 「特定産業廃棄物に起因する支障の除去等の推進に関する基本的な方向」として、過去に不適正処分が行われた産業廃棄物（特定産業廃棄物）に起因する生活環境の保全上の支障を、2003年度から10年の期間内に計画的かつ着実に問題の解決に取り組むこと等を定めている。
2. 「特定産業廃棄物に起因する支障の除去等の内容に関する事項」として、特定産業廃棄物の種類及び量、最も合理的に支障の除去を実施することができる処理方法の選択、事業に要する費用及び出えん額等の考え方、特定産業廃棄物の処分を行った者等に対して行う措置の内容等について定めている。
3. 「その他特定産業廃棄物に起因する支障の除去等の推進に際し配慮すべき重要事項」として、周辺の生活環境モニタリングの実施、都道府県等相互の協力及び連絡調整等を定めている。

## 対策（支障の除去）の計画
産業廃棄物の不適正処分についての対策は、第一に、不適正処分の行為者や関与者等に適切に負担させることにある。加えて、不法投棄によって発生している生活環境保全上の支障の実態を把握し、その内容に応じて、都道府県等が実施する支障除去等の対策を計画することとしている。
1. 不適正処分の行為者、および不法投棄するまでの間に適正な処理を行わなかった者に対して、廃棄物処理法に基づく措置命令を発出して支障の除去等の措置を行わせる。
2. 都道府県等は、不法投棄された特定産業廃棄物の実態（廃棄物（種別・量・範囲等）、周辺への影響（地下水質・臭気・粉塵等））を把握する調査を行い、その結果、支障の除去等を行う必要があると判断した場合には、まず廃棄物処理法に基づく措置命令を発出する。これらの手続きによってもなお支障の除去等が完了しない場合に、産廃特措法に基づく実施計画を策定し、特定支障除去等事業を実施する。
3. 不法投棄された廃棄物が有害廃棄物（廃棄物処理法に規定する特別管理産業廃棄物又はこれに相当するもの）に該当する場合、それは生活環境に係る被害を生ずるおそれがある廃棄物となる。
4. 調査方法は、不法投棄現場をメッシュ（方眼）状に区切り、ボーリング調査等により、そのメッシュ区画ごとの廃棄物の性状調査を行う。有害廃棄物が含まれている区画の事業費については1/2を国庫補助対象とし、有害廃棄物がない区画の事業費については1/3を国庫補助対象とする。

## 支障除去等事業に対する国庫補助等
都道府県等が「特定産業廃棄物に起因する支障の除去等についての実施計画（実施計画）」に基づき支障除去等の事業を実施する場合、廃棄物処理法に定める適正処理推進センターを通じて国庫補助を受けることができる。
国庫補助以外で都道府県等が負担する経費について、地方財政法の特例として、地方債をその財源とすることができる。
なお、地方債の起債に関して、その起債充当比率や元利償還金にかかる交付税措置等については、総務省が措置する。特定支障除去等の事業について、地方負担額に対する充当率は70-75%で、その元利償還金の50%について交付税措置が行われる。

## 法の適用事例
都道府県に対し、国は適正処理推進センターを通じて資金を出えんする等の財政支援を行っている。
日付:実施計画に対する環境大臣の同意時期(費用:環境大臣の同意時期に公表された支障除去等に要する概算費用＝事業費)【原因者等】
1. 香川県・豊島不法投棄事案 H15.12.09(281億円)【豊島総合観光開発株式会社】
2. 【青森県】青森・岩手県境不法投棄事案 H16.01.21(434億円)【三栄化学工業株式会社／縣南衛生株式会社】
3. 【岩手県】青森・岩手県境不法投棄事案 H16.01.21(221億円)
4. 山梨県須玉町(現北杜市)事案 H16.08.30(2億4000万円)【有限会社坂下工業】
5. 秋田県能代市事案 H17.01.21(25億7000万円)【有限会社能代産業廃棄物処理センター】
6. 三重県桑名市事案 H17.3.31(2億8600万円)【株式会社七和工業】
7. 新潟県上越市(旧三和村)事案 H17.4.14(1億6000万円)【上越特殊建設株式会社】
8. 福井県敦賀市事案 H18.3.23【キンキクリーンセンター株式会社】
9. 宮城県村田町事案 H19.3.26【株式会社グリーンプラネット】
10. 横浜市戸塚区事案 H20.2.15(42億円)【株式会社三興企業】
11. 岐阜県岐阜市北部地区産業廃棄物不法投棄事案 H20.3.25(99億9000万円)【株式会社善商】
12. 新潟市(旧巻町)産業廃棄物不法投棄事案 H20.8.8(3億432万円)【株式会社新潟県産廃処理センター】
13. 福岡県宮若市(旧若宮町)における産業廃棄物不法投棄等事案 H21.3.30(11億7000万円)【グリーン産業株式会社】
14. 三重県桑名市五反田地内不法投棄事案 H23.3.18（14億7000万円）【七和工業】

## 行政責任(行政対応の検証)
環境省は同法の実施計画を都道府県等に策定させる際、行政責任の所在など行政対応を厳しく検証し、その内容を明らかにさせることとしている。
- 香川県・豊島事案：公害調停の最終合意に際して、廃棄物の認定を誤り原因者(豊島総合観光開発)に対する適切な指導監督を怠ったことを認め、申請人を含めた豊島住民の方々に知事から直接謝罪した[6][7]。
- 【青森県】青森・岩手県境事案； 県は事実把握や業者への対応について他に採り得る方法があったにもかかわらず それを行っておらず、また、他の採りうる方法の検討さえも行っておらず、ここに県の落ち度がある[8]。
- 【岩手県】青森・岩手県境事案：原因者(三栄化学工業)に対して(産廃の)収集運搬業の許可を更新した事は『違法性がある』と指摘。検証結果報告により、当時の職員3名が管理責任を問われ処分を受けた[9]。
- 山梨県須玉町(現北杜市)事案[10]
- 秋田県能代市事案[11]
- 三重県桑名市事案[12]
- 福井県敦賀市事案[13]
- 宮城県村田町事案：県の認識の甘さと指導監督の不十分さ。行政対応のタイミングの逸失(この時点で すべきであったのに しなかった)[14]。
- 横浜市戸塚区事案[15]
- 岐阜県岐阜市(北部地区)事案：市の組織全体における危機意識の欠如及び知見不足、担当部局の体制上の不備、市の組織全体における産廃行政に対する認識の欠如[16]。
- 新潟市(旧巻町)事案：早期に厳格な実効性のある対応をとらなかったことにより早い段階で不適正保管の芽をつみ取れなかった。組織的に対応できる人的体制がとられなかった。より早い時期に帳簿類の確認を含め会社の状況把握を出来なかった[17]。
- 福岡県宮若市事案：人員体制不足、組織体制不足、専門知識欠如、問題意識不足等の根本的な原因により立入頻度の低さ、洞察力不足、粗暴者への対応力不足、市町村行政との連携不足などの面で、日常の立入調査、監視体制が不十分であった[18]。